# Duimpje de wereld in

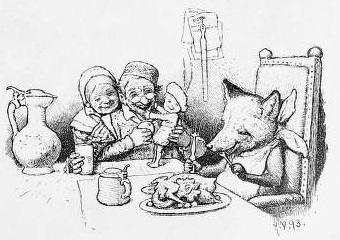

Duimpje op reis of Duimpje de wereld in is een sprookje uit Kinder- und Hausmärchen, de verzameling van de gebroeders Grimm, met als nummer KHM45. De oorspronkelijke naam is Daumerlings Wanderschaft.

## Het verhaal
De zoon van de kleermaker is niet groter dan een duim en heet daarom Duimpje. Hij wil echter de wereld in en de vader pakt een stopnaald en maakt er een knop aan van zegellak. Dit wordt een degen voor onderweg. Duimpje wil nog eenmaal thuis eten, maar als hij in de pan kijkt bij zijn moeder vliegt hij door de stoom de schoorsteen door. Hij ging in de leer bij een baas, maar het eten was daar niet goed. Als hij hierover klaagt moet hij zich verstoppen onder een vingerhoed en wordt even later het huis uit gejaagd. Dan komt Duimpje in een groot bos en ziet een bende rovers die de schatten van de koning willen.
Als de rovers Duimpje zien, denken ze dat hij wel van pas kan komen omdat hij door een sleutelgat past. Ze roepen hem als "reus Goliath" en Duimpje gaat mee, maar als hij door een kier in de schatkamer wil kruipen wordt hij gezien door een schildwacht (maar die denkt dat het een spinnetje is). Duimpje gooit het geld naar buiten, zodat de rovers dit kunnen pakken. Dan komt de koning en ziet dat er veel harde daalders ontbreken. De koning waarschuwt de schildwachten en zij horen even later het geluid van rinkelend geld. Als ze naar binnen rennen, heeft Duimpje zich al verstopt onder een daalder.
Duimpje roept "Hier ben ik" en gooit ondertussen nog meer geld uit het raam. De rovers vinden hem een held en willen graag dat hij hun hoofdman wordt. Maar Duimpje wil de wereld zien en bedankt voor de eer en neemt alleen een stuiver mee, want meer kan hij niet dragen. Hij gespt zijn degen weer om en na in de leer te zijn geweest bij verschillende kleermakers, gaat hij werken als knecht in een herberg. De meiden hebben een hekel aan hem, want hij ziet alles en verklikt dit aan de baas. Tijdens het maaien pakt een meisje Duimpje samen met wat gras en geeft dit aan de koeien.
Duimpje wordt ingeslikt door een grote zwarte koe en het is donker en er brand geen kaars. Duimpje hoort dat de koe zal worden geslacht en roept dat hij er uit wil. De baas hoort hem, maar ziet hem niet. De volgende dag wordt de koe geslacht en Duimpje komt ongeschonden in het vlees terecht. De slager hoort zijn hulpgeroep echter niet en zo komt Duimpje in een bloedworst terecht. Hij hangt in de schoorsteen om gerookt te worden en in de winter wordt de worst in plakjes gesneden.
Eindelijk kan Duimpje ontkomen en hij trekt verder de wereld in. Al snel wordt hij opgeslokt door een vos en Duimpje belooft het dier alle kippen op het erf van zijn vader. De vos spuugt hem uit en brengt hem naar zijn ouderlijk huis terug. Vader is blij zijn lieve zoon te zien en geeft graag alle kippen in ruil voor hem. Duimpje geeft de vos dan ook nog zijn stuiver.

## Achtergronden bij het verhaal
- Het sprookje is samengesteld uit drie verhalen uit de Mainstreek, Hessen en Paderborn.
- Vingers hebben vaak een symbolische betekenis, zie ook vingersprookje.
- Minuscule wezentjes moeten niet verward worden met kabouters, dwergen en behulpzame kleine mannetjes komen in vele culturen voor (bijvoorbeeld in de Griekse en Romeinse literatuur).
- Zie ook Duimendik (KHM37), Duimelijntje en Klein duimpje. Zie ook het Japanse Issun Boshi, het Marokkaanse Onderdeurtje en het Turkse Kikkererwtje.